# Caroline Grimwalker
Caroline Raven Grimwalker, tidigare Caroline Lise-Lotte Jensen, född Bengtsson 23 mars 1978, är en svensk författare (skräcklitteratur). Fram till 2015 skrev hon böcker under namnet Caroline L. Jensen.

## Biografi
Istället för gymnasium gick Grimwalker på folkhögskola med inriktning på rockmusik, men fastnade istället för att skriva.

### Studier, striptease ochSikta mot stjärnorna
Grimwalker studerade psykologi vid Lunds universitet och kommunikativ svenska vid Malmö högskola, men övergick till att studera juridik. Under somrarna sålde hon försäkringar.
Vid 19 års ålder studerade Grimwalker juridik när en brand gjorde att hon förlorade alla sina tillhörigheter, och dessutom fick hyreskrav. För att tjäna pengar började hon som strippa i Trelleborg. Hon upptäckte dock snart att de stora pengarna fanns i Köpenhamn, där hon tog artistnamnet Vicky och hade som arbetsuppgift att övertala sina kunder att köpa dyr champagne men utan att prostituera sig. När skulden var betald fortsatte hon att arbeta som strippa och tog paus från sina studier.
| ”                     | Det var en relativt okomplicerad värld, det var glamour, champagne, tuttar och glada förmögna män som ville ha en kul kväll med vackra tjejer. Det är egentligen samma teknik för alla säljjobb, fast det är lite lättare att sälja champagne än försäkringar! | „ |
| – Caroline Grimwalker | |   |

Hon försökte sluta (eftersom hon blivit uttråkad) och återuppta sina studier. Hon fortsatte dock att arbeta som strippa, ända fram tills en av hennes arbetskamrater blev mördad inom hennes hörhåll och hon märkte hur lite stripporna betydde för klubbens ägare.
Vid 22 års ålder medverkade hon år 2000, fortfarande under namnet Caroline Bengtsson, i talangjaktsprogrammet Sikta mot stjärnorna i TV4 som sångerskan Cher och framförde låten "If I Could Turn Back Time". Hon vann sitt avsnitt av programmet och gick därmed till final, som hon inte vann. Låten gavs sedan ut på ett samlingsalbum där Grimwalker medverkar under namnet Jensen (efter att ha gift sig).
Hon fortsatte därefter sina studier och tog tvåårig juridisk examen vid Lunds universitet. Vid sidan av detta har hon även tagit kandidatexamen i språk- och kulturstudier vid Malmö universitet. 
2016 började hon undervisa i kreativt skrivande vid Linnéuniversitetet.

### Privatliv
Grimwalker bytte namn till Jensen, efter ett kort äktenskap vid unga år. Hon behöll trots skilsmässan namnet Jensen. 2013 gifte hon sig med författaren Leffe Delo, och har därefter gift sig flera gånger till med honom, varpå bägge bytte efternamn till Grimwalker. Hon har en son i ett tidigare förhållande.

## Författarskap
Inspirerad av Orwell var hennes första roman den framtidsdystopiska Och Kyria tystnade, som hon skrev runt 2005 och skickade till flera förlag men blev refuserad. (Hon har senare arbetat om den till en kortroman.) Därefter skrev hon den självbiografiska boken Champagneflickan som kom ut i april 2008 på Lind & Co. Boken fick stor uppmärksamhet i media, och har sålt mer än 65 000 exemplar. Ändå var den i stort sett ett undantag i hennes produktion, och hon fortsatte att skriva skräcklitteratur. Blandat med detta har hon också arbetat med att hjälpa andra att skriva, inklusive som spökförfattare och lektör.
2010 släpptes Grimwalkers andra roman (fortfarande under namnet Jensen), Fru Bengtssons andliga uppvaknande, en komedi om Gamla testamentet, de tio budorden och Guds natur. Den har översatts till flera språk, bland annat tyska och spanska. Årets efter följdes denna roman upp med Vargsläkte – Lykanthropos 1, den första delen i en tänkt trilogi om en klan av svenska varulvar. Trilogin avslutades dock när förlaget gick i konkurs.
2012 gav Bonnieretiketten Mix Förlag ut tre skräcknoveller av henne, Plock, plock, Smårå septemberskog och Ankomst. På HOI Förlag kom samma år novellerna Husdjur är inte tillåtna på Pärlan och Bortom Brahms, och i antologin De Odöda, utgiven av Bonnieretiketten Semic, bidrog Grimwalker med novellen Sju års olycka som mottogs med positiva recensioner. Året därpå kom långnovellen Rovdjur ut på Mix Förlag.
I april 2014 publicerades kortromanen Slukhål av Mix Förlag, som en del i projektet "Efter Stormen" där tre författare skrev varsin kortroman om samma katastrof. I oktober samma år släpptes sedan romanen Demonologi för nybörjare av både Kalla Kulor Förlag och MIX Förlag, samtidigt som alla Grimwalkers skräcknoveller gavs ut i novellsamlingen Rovdjur – samlade skräcknoveller av Hoi förlag. I samband med det kallade Malou von Sivers Grimwalker "skräckdrottning". Hon medverkade även i antologin Bländverk, där hon bidrog med en kort novell som heter "Söker sig hem".
2017 kom rocksångaren Mikael Rickfors självbiografi Inte bara vingar för pengarna, som han skrev med Grimwalker som medförfattare. Det var den första boken hon gav ut under namnet Grimwalker. Samma år kom Grimwalkers första översättning. Hon översatte Clive Barkers The Hellbound Heart, som kom ut samma år på Vertigo förlag som Ett hjärta åt helvetet. Senare under året kom också en ljudboksserie på Storytel, I krig & kärlek, som Grimwalker skrev tillsammans med sin make.
Två år senare släpptes Utveckla din intuition. Boken hade Grimwalker medförfattat tillsammans med mediet Jörgen Gustafsson, känd från teveprogrammet Det okända. I december samma år släpptes också julmysrysaren Oår på förlaget Swedish Zombie, i ljudboks- och e-boksformat. 
2021 tog Grimwalker steget in i spänningsgenren med en egen bok efter att i några år i huvudsak ha ägnat sig åt medförfattande och spökskrivande. I juni 2021 släpptes boken Vågbrytarna, den första delen i en spänningsserie med samma namn. Detta är en feministisk spänningsserie med hämnd som tema. I november samma år kom uppföljaren, Den Fjärde vågen, och serien blev snabbt framgångsrik. 2022 släpptes den tredje delen i Vågbrytarna-trilogin med titeln Blodvåg. Hela trilogin såldes också till sju andra länder.   
I mars 2022 släpptes den första delen i en helt ny spänningsserie av Grimwalker, Rekryteringen; serien kallas Trickster och ges ut av bokförlaget NoNa. Den första delen har ett antifascistiskt budskap och huvudpersonen Ina Farkas har fått låna Grimwalkers egen släkthistoria, som härbärgerar flera koncentrationslägeröverlevare. Även Trickster-serien såldes samma år till sju andra länder.   

### Romaner
Publiceringsår avser *i tryckt format. Böckerna kan ha utgivits tidigare som ljudbok:
- 2008 – Champagneflickan
- 2010 – Fru Bengtssons andliga uppvaknande
- 2011 – Vargsläkte - Lykanthropos 1
- 2014 – Demonologi för nybörjare
- 2014 – Slukhål (kortroman)
- 2017 – Inte bara vingar för pengarna (tillsammans med Mikael Rickfors)
- 2017 – I krig & kärlek (tillsammans med Leffe Grimwalker)
- 2019 – Utveckla din intuition (tillsammans med Jörgen Gustafsson)
- 2021 – Vågbrytarna
- 2021 – Den Fjärde Vågen (Vågbrytarna, del 2)
- 2022 – Blodvåg (Vågbrytarna, del 3)
- 2022 – Rekryteringen – (Trickster, del 1)
- 2023 – Undsättningen – (Trickster, del 2)
- 2023 – Vågspel
- 2023 – Trojanerna
- 2023 – Lika barn leka bäst (Christina larson, med Grimwalker som gästförfattare)
- 2024 – Bombmannen
- 2024 – Gömstället
- 2024 – Halmdockan
- 2024 – Hämnden
- 2024 – Infiltreringen
- 2024 – Lockbetet
- 2024 – Maktövertagandet
- 2024 – Rymningen
- 2025 – Blodsbandet
- 2025 – Kaninhålet
- 2025 – Kiruna killer
- 2025 – Lockbetet
- 2025 – Maktövertagandet
- 2025 – Sönernas blod

### Noveller
- 2012 – Plock, plock
- 2012 – Smårå septemberskog
- 2012 – Ankomst
- 2012 – Husdjur är inte tillåtna på Pärlan
- 2012 – Bortom Brahms
- 2012 – De odöda
- 2014 – Rovdjur - samlade skräcknoveller

- 2019 – Oår

- 2020 – Death Metal (avsnitt av Skymningsland i P1)

## Utmärkelser
2013 tilldelades Caroline L Jensen Landskrona stads kulturstipendium. Motiveringen var att hon lyfter den växande cross over-genren i Sverige och genom sitt skrivande lockar de unga in i läsandets värld.
2018 var hon en av talarna i Helsingborg till stöd för Sara Danius, i kölvattnet av konflikten kring "kulturprofilen" och Svenska Akademien.